# Danish Air Transport
Pour les articles homonymes, voir DAT et DTR (homonymie).

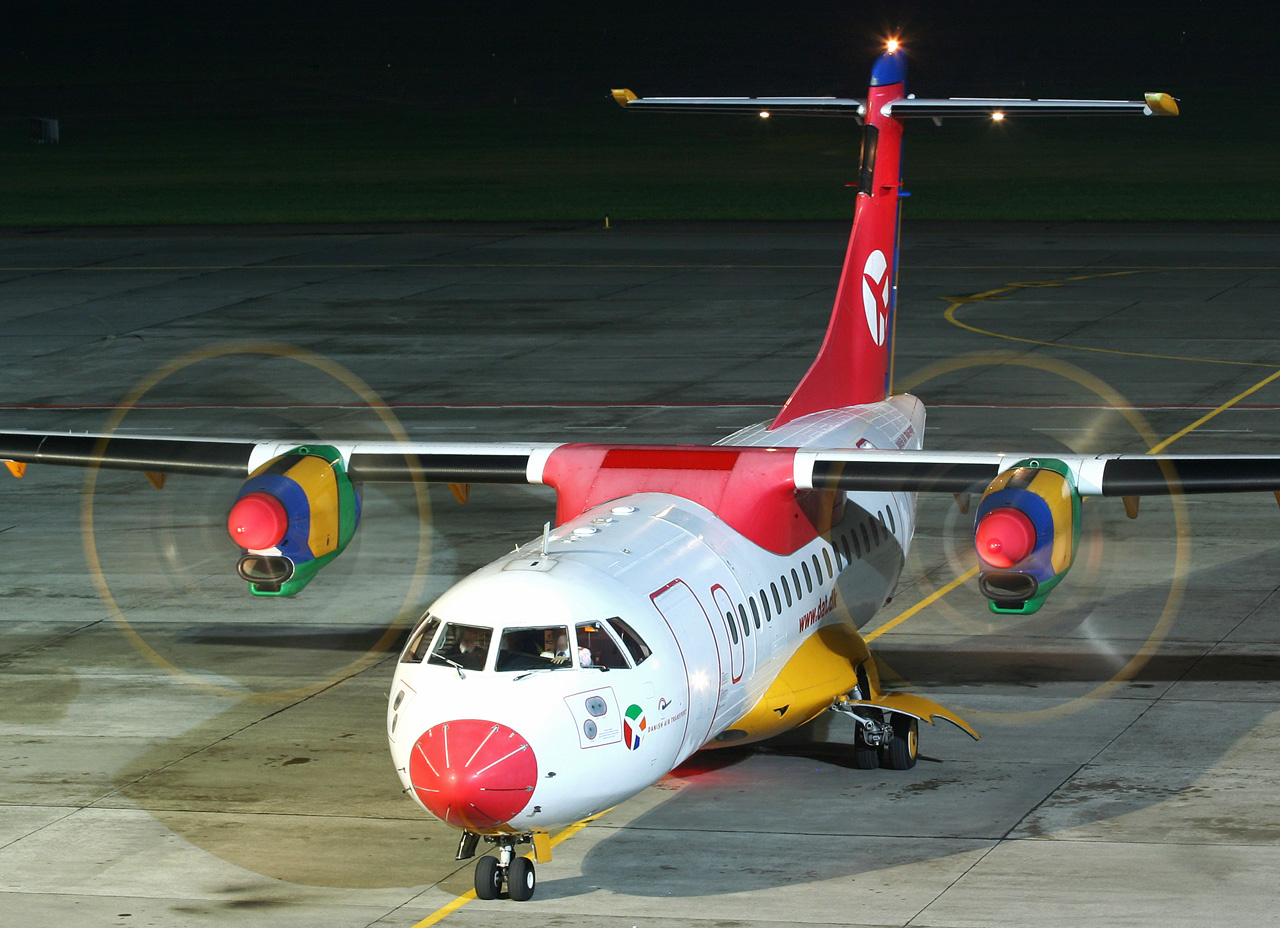
ATR 42-300 de la DAT à la livrée colorée.

Danish Air Transport ou DAT (code AITA : DX ; code OACI : DTR) est une compagnie aérienne danoise qui opère en Scandinavie et sur le territoire de Kaliningrad.

## Histoire
Jesper et Kirsten Rungholm ont fondé DAT en 1989 : alors la compagnie n'avait qu'un Short Skyvan SC-7 — que le site de la compagnie décrit comme une simple boîte, des ailes et deux moteurs. Désormais leur flotte comprend 5 Airbus A320-200, 7 ATR 72, 4 ATR 42, 1 McDonnell Douglas MD-82 et un McDonnell Douglas MD-83.

## Flotte

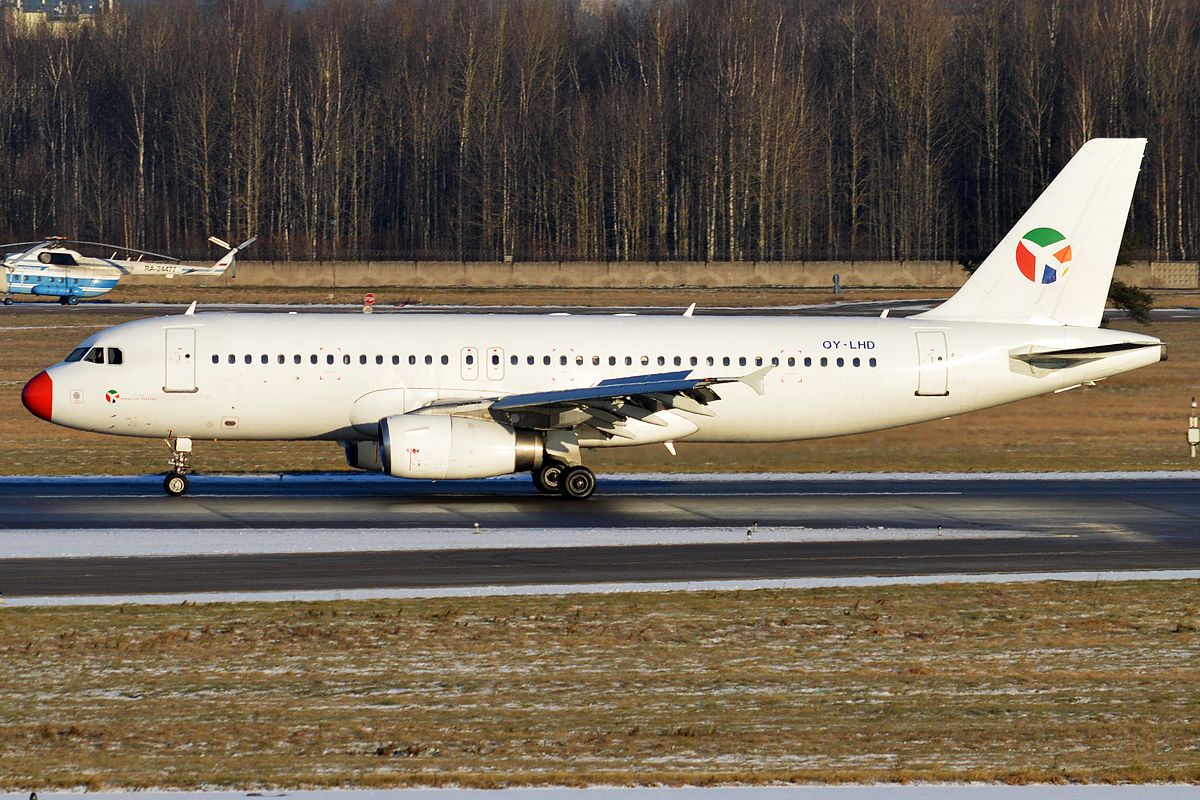
Un Airbus A320-231 de la compagnie

### Flotte en opération
La compagnie opère les avions suivants en décembre 2020 :

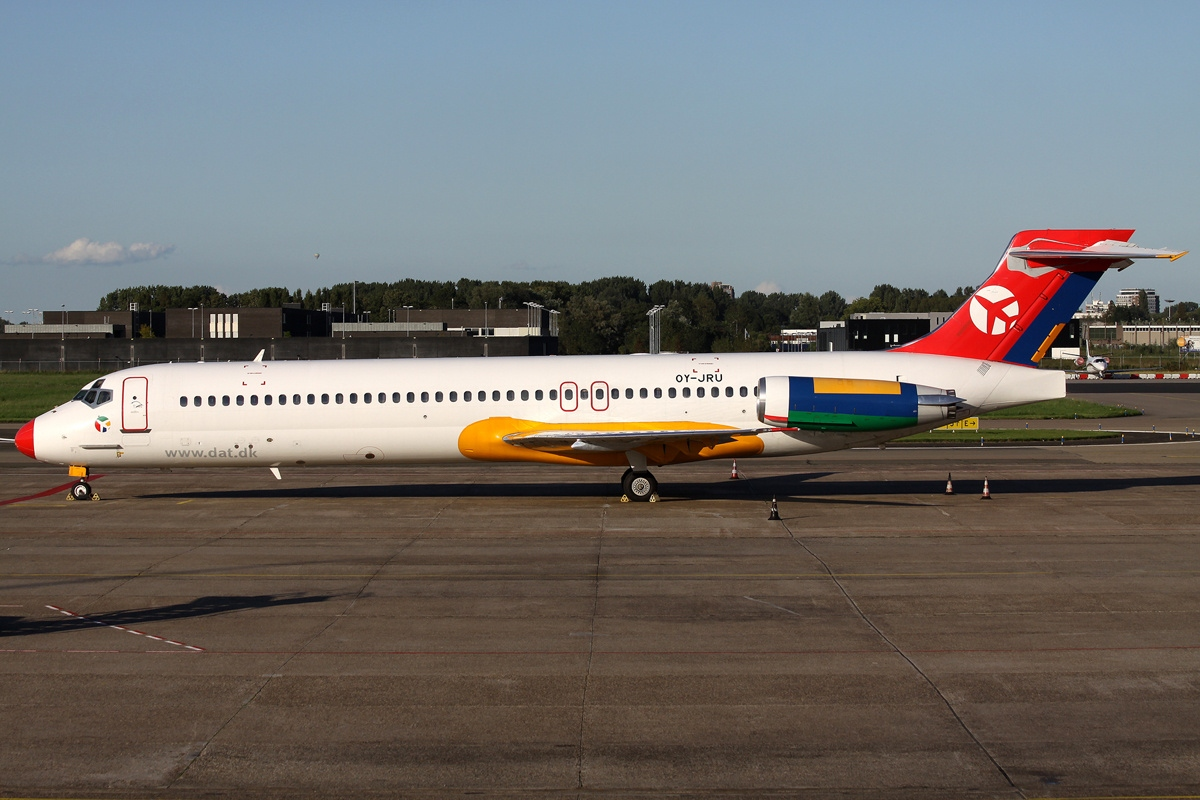
Un ancien McDonnell Douglas MD-87, retiré de la flotte en 2015

### Ancienne flotte
Par le passé, la compagnie a utilisé les avions suivants : 
- De Havilland Canada DHC-8-100
- McDonnell Douglas MD-87
- Saab 340A
- Short Skyvan SC-7